# 버나드 몽고메리
원수 버나드 로 몽고메리, 초대 알라메인 몽고메리 자작  KG GCB DSO PC DL               (Bernard Law Montgomery, 1887년 11월 17일 – 1976년 3월 24일)는 "몬티"라는 별명으로도 알려진 영국 육군의 고위 장교로, 제1차 세계 대전, 아일랜드 독립 전쟁, 제2차 세계 대전에 참전했다.
몽고메리는 제1차 세계 대전에서 왕립 워릭셔 연대의 하급 장교로 처음 참전했다. 제1차 이프르 전투 중 벨기에 국경 근처 바이에울의 메테렌에서 저격병의 총에 맞아 오른쪽 폐를 관통당했다. 서부 전선으로 돌아와서는 참모 장교로 복무했으며, 1917년 4월–5월 아라스 전투에 참전했다. 또한 1917년 말 파스샹달 전투에도 참전했으며, 전쟁이 끝날 무렵에는 제47(제2런던)사단의 참모장으로 복무했다. 전간기에는 제17(근무)대대, 왕립 퓨질리어 연대를 지휘했으며, 이후 왕립 워릭셔 연대 제1대대를 지휘한 뒤 제9보병여단 사령관, 그리고 제8보병사단의 사단장을 역임했다.
제2차 세계 대전의 서부 사막 전역 동안 몽고메리는 1942년 8월부터 제8군을 지휘했다. 그는 이후 연합군의 시칠리아 침공과 연합군의 이탈리아 침공 동안 제8군을 지휘했으며, 노르망디 전투 (오버로드 작전)에서 1944년 6월 6일 D-Day부터 1944년 9월 1일까지 모든 연합 지상군을 지휘했다. 이후 그는 북서유럽 전역의 나머지 기간 동안 제21집단군을 계속 지휘했는데, 여기에는 마켓 가든 작전 중 라인강을 건너려던 실패한 시도도 포함되었다.
벌지 전투 중 독일 기갑 부대가 벨기에의 미군 전선을 돌파했을 때, 몽고메리는 벌지 돌출부의 북쪽 측면 지휘권을 받았다. 몽고메리의 제21집단군(미국 제9군과 제1연합공수군 포함)은 1945년 3월 플런더 작전을 통해 라인강을 건넜다. 전쟁이 끝날 무렵, 몽고메리 지휘하의 병력은 루르 포위전에 참여했고, 네덜란드를 해방시켰으며, 독일 북서부의 대부분을 점령했다. 1945년 5월 4일, 몽고메리는 함부르크 남쪽 뤼네부르거하이데에서 북서유럽의 독일군 항복을 받아들였다. 이는 베를린이 5월 2일 소련에 항복한 이후였다.
전쟁 후 그는 독일 주둔 주독일 영국군 (BAOR) 사령관을 거쳐 제국군 총참모장 (1946–1948)이 되었다. 1948년부터 1951년까지 그는 서유럽 연합 사령관 위원회 위원장으로 복무했다. 이후 1958년 은퇴할 때까지 NATO의 부사령관으로 복무했다.

## 생애

### 생애 초기
1887년 11월 17일 런던의 케닝턴에서 태어났다. 그의 집안은 프랑스계 출신으로 성공회 목사의 아들이었으며 아버지가 오스트레일리아의 태즈메니아 주교로 서품되어 버나드 몽고메리 외 8명의 형제자매들을 포함한 가족들은 몽고메리가 2살때 그곳으로 이주했다. 유년시절 몽고메리는 유복함과는 거리가 멀었으나 명문집안 출신이었다. 친할아버지 로버트 몽고메리(Robert Montgomery)경은 19세기 인도 펀자브 지방의 영국인 공무원이었다. 외할아버지 딘 프레데렉 파라(Dean Frederic Farrar)는 뛰어난 성직자이자 작가였다.
어린시절 몽고메리는 의지가 굳고 엄격한 성격의 어머니로부터 훈육을 받고 자랐다고 한다. 13살이 되던 무렵에 아버지가 영국으로 돌아가 높은 직위를 얻게 되면서 가족의 생활 형편은 좋아졌고 그는 엘리트 학교인 런던의 세인트폴 학습원의 학생이 되었다. 그는 세인트폴 학습원에 다니는 동안 장래희망을 '군인'으로 결정했다고 한다. 20세의 나이로 1907년 샌드허스트에 있는 육군사관학교에 입학해 다녔다. 몽고메리는 학업에 열중했지만, 대부분의 사관학교 동기생도들은 영국 최상류층 출신들이었기 때문에 자신은 '아둔한 인물'로 여겨졌었다고 한다. 사관학교 시절 몽고메리는 조그많고 호리호리한 체격에 별난 의견을 가진 생도생으로 인식되었다고 한다.
1910년에 사관학교를 졸업하고 육군 소위에 임관, 1914년까지 인도에서 복무했다.

### 군인생활

#### 제1차 세계대전
1914년 제1차 세계대전이 발발했을 때 몽고메리는 프랑스 전선으로 파견되었다. 서부 전선에서 두각을 나타냈고, 영국으로 귀환해 훈장을 받으며 대위로 승진하였다. 이후 참모장교로서 프랑스로 돌아와 중령으로 승진했다.

#### 1917년~1939년까지의 생활
제1차 세계 대전 종전 후에도 몽고메리는 계속 군대에 남았고, 캠벌리의 영국 참모대학에 들어갔다. 그 후에는 제17보병여단의 여단부관이 되었다. 당시 제17여단은 코크에 주둔하면서 아일랜드 공화국군과 싸우고 있었다. 거기서 게릴라들과 싸우면서 암살과 폭탄 테러 등이 난무했음에도 불구하고도 임무를 잘 수행했다. 영국으로 돌아온 후 5년 전에 다녔던 참모대학에서 전술을 가르치는 보직이 주어져 장교들을 가르쳤다. 참모대학에서 재직하는 동안 몽고메리는 보병방어전술에 대한 책을 저술하여 영국군 내에서 어느 정도 반향을 이끌어 냈지만, 당시 영국 육군의 화두는 전차였기 때문에 몽고메리의 저작은 상대적으로 묻혀버렸다.
참모대학에서 가르치는 보직을 끝난 뒤 몽고메리는 팔레스타인과 이집트로 이동했고, 1937년에는 영국으로 되돌아와 제9보병여단을 지휘하는 준장이 되었다.

### 제2차 세계대전

#### 프랑스 전선
제2차 세계대전 초반에는 1940년 프랑스 전선에 참가, 사단장으로 있었으며 패주하는 영국군을 지키기 위해 아라스 전투에서 독일군을 저지하는 등의 전과를 올려 어느정도 이름을 알렸다. 연합군이 됭케르크에서 철수한 뒤에는 독일 침공에 대비해 영국 남동부 지역의 책임을 맡음과 동시에 본토에 소속 되어 영국 육군 재건에 참가했다.

#### 북아프리카 전선
1942년 8월 영국의 총리 윈스턴 처칠은 북아프리카 주둔 영국 제8군의 사령관으로 몽고메리를 임명했는데, 이 부대는 얼마 전 독일의 에르빈 롬멜에게 패배해 이집트로 밀려나 있었다. 몽고메리는 부대의 사기를 회복시키고 병사와 장비를 보충해 우세한 전력을 갖추었으며 군생활 내내 전투에 앞서 이같은 절차를 반드시 밟았다. 독일군의 공격을 막아낸 몽고메리는 1942년 11월 엘 알라마인 전투로 롬멜을 이집트에서 몰아냈고, 계속해서 북아프리카를 가로지르며 독일군을 추격한 끝에 1943년 5월 튀니지에서 최후 항복을 받아냈다.

#### 이탈리아 전선
1943년 7월 연합군의 성공적인 상륙작전인 시칠리아 침공에 영국군 사령관으로 지휘하여 중요한 역할을 했으며 휘하의 제8군을 이끌고 이탈리아 동쪽 해안선을 타고 꾸준히 전진을 계속함으로써 1944년 6월 연합군의 프랑스 상륙작전을 가능하게 했다.

#### 서부유럽 전선
미국의 드와이트 D. 아이젠하워 장군 밑에서 일하면서 많은 갈등을 빚기도 했으나 1944년 6월 6일 노르망디 상륙작전을 지휘했다. 육군 원수로 진급한 뒤에는 영국군과 캐나다 제21군을 이끌고 프랑스 북부, 벨기에, 네덜란드, 독일 등지에서 승리를 거두었고 마침내 1945년 5월 4일 뤼네부르크 황야에서 독일 북부군의 항복을 받아냈다.

### 종전 후
제2차 세계대전이 끝난 뒤 라인강 연안에 주둔한 영국군을 지휘했고 1946년~1948년에는 영국군 참모총장을 지냈다. 1948년~1951년 항구적 방위조직인 서유럽동맹 의장으로 일했고 1951년~1958년에는 북대서양 조약기구(NATO)의 유럽 연합군 최고사령부(SHAPE) 부사령관을 지냈다. NATO 사령관직을 물러난 뒤에는 전역하여 저술활동을 하다가 1976년 3월 24일 사망했다. 〈회고록 Memoirs〉(1958)과 〈지도자가 되는 길 The Path to Leadership〉(1961) 등 전쟁의 이론과 역사에 관한 여러 편의 책을 썼다.

### 사후
그의 장례는 1976년 4월 1일 영국 윈저의 세인트 조지 예배당에서 '영국군 군장(軍葬)'으로 치러졌으며, 1980년 영국 국방성 청사 앞에 알라메인전투 당시의 모습으로 동상이 제막되었다.

## 평가와 비판
군사 작전에 신중함을 중시했던 몽고메리는 행동에 옮기기 전에 불필요할 정도로 많은 준비를 했으므로 조지 패튼이나 아이젠하워등 연합군 사령관들과 마찰을 빚기도 했었고, 군사적 쇄신을 받아들이지는 않았지만 공격하기 전에는 병사와 장비를 완벽하게 준비해놓았다. 이러한 그의 방침으로 몽고메리는 느리기는 하지만 확고한 승리를 거둘 수 있었다. 그러나 이러한 성향과는 반대로 조급한 성격과 거만한 면모가 있었으며, 다른 의견에 대해서는 배척하는 경향이 있었고 지나친 자부심이 심했다는 점 등 비판적인 측면이 있는데, 대표적인 사례를 들어 몽고메리의 독단적인 행보로 인해 개시한 1944년 9월 17일부터 9월 25일까지 수행된 마켓가든 작전에서 많은 희생을 치렀다는 비판 등이 지적된다.

## 서훈
- 1940년 바스 훈장 3등급(CB)
- 1942년 바스 훈장 2등급(KCB, 작위급 훈장)
- 1945년 바스 훈장 1등급(GCB, 작위급 훈장)
- 1946년 자작작위 서임
- 1946년 가터 훈장

## 같이 보기
- 제2차 세계대전
- 북아프리카 전역
- 에르빈 롬멜
- 엘 알라마인 전투
- 조지 S. 패튼
- 드와이트 아이젠하워
- 윈스턴 처칠
- 노르망디 상륙작전
- 마켓 가든 작전

## 참고 자료
- 버나드 로 몽고메리 (2004년 4월 10일). 《전쟁의 역사》. 서울: 책세상. ISBN 978-89-7013-435-2.
- 존 키건 (2007년 1월 18일). 《2차세계대전사》. 서울: 청어람미디어. ISBN 978-89-92492-02-7.
- 육군사관학교 전쟁사학과 (2004년 2월 27일). 《세계전쟁사》. 서울: 황금알. ISBN 978-89-953948-4-7.
- ‘서로 닮아서 싫어했던’ 2차대전의 영웅 패튼과 몽고메리
- 2차대전 영웅 몽고메리 장군 보관됨 2016-03-05 - 웨이백 머신
- 이 문서에는 다음커뮤니케이션(현 카카오)에서 GFDL 또는 CC-SA 라이선스로 배포한 글로벌 세계대백과사전의 내용을 기초로 작성된 글이 포함되어 있습니다.

| 전임 창설 | 영국의 몽고메리오브알라메인 자작 1946년 - 1976년 | 후임 데이비드 몽고메리 |

| 전임 (신설) | 제1대 독일의 연합군 군정기 영국군 사령관 1945년 5월 22일 ~ 1946년 4월 30일 | 후임 홀토 더글라스 경 |